# Antoine Duhamel
Antoine Duhamel (Valmondois, 30 de juliol de 1925 – París, 11 de setembre de 2014) va ser un compositor, director d'orquestra i professor de música francès.

## Biografia
Nascut a Valmondois, a Val d'Oise, Antoine Duhamel era fill de l'escriptor Georges Duhamel i de l'actriu Blanche Albane. Entre 1944 i 1945 va estudiar música amb Olivier Messiaen en el Conservatori Nacional de Música de París i especialment amb René Leibowitz. Al mateix temps, va estudiar en la Sorbona Psicologia, Musicologia i altres disciplines.
Amb més de seixanta partitures escrites per al cinema, Antoine Duhamel s'ha convertit en un important compositor de música de cinema, inclosos Jean-Luc Godard, François Truffaut i Bertrand Tavernier. Però el seu èxit en aquest gènere artístic popular ha tendit a emmascarar al músic "seriós" que diu ser, perquè segons ell "un compositor per al cinema deu abans de res ser un compositor molt breu". Ho va demostrar component en diversos estils i també per a Frida Boccara, que va guanyar el Festival d'Eurovisió el 1969 representant a França.
El 1980, va fundar l'Escola nacional de Música de Villeurbanne, considerada una alternativa al Conservatori de Lió.
Amb motiu de l'homenatge que se li va rendir el 14 de febrer de 2008, Antoine Duhamel va donar a la Cinémathèque française una col·lecció de quatre partitures: Pierrot el boig i Weekend, de Jean-Luc Godard; Ridicule, de Patrice Leconte i L'Homme du broad, de Marcel L'Herbier, per a qui va compondre un assaig simfònic el 1983. Fruit d'aquest homenatge va ser el llibre, publicat per Edicions Textuel, titulat Converses amb Antoine Duhamel, un llibre d'entrevistes amb Stéphane Lerouge, especialista en música de cinema. El llibre inclou un apèndix amb els testimoniatges de tres cineastes: Bertrand Tavernier, Patrice Leconte i Olivier Assayas.
Joves cineastes, especialment estatunidencs, ara li dediquen atenció. Noah Baumbach (en Frances Ha) o Wes Anderson han usat en les seves pel·lícules extractes de les seves composicions per al cinema. En l'última pel·lícula de Noah Baumbach, While We're Young, escoltem el famós concert de mandolina de Vivaldi, però en la versió que Duhamel va dirigir per a La núvia de negre, de Truffaut.
Va morir als 89 anys al setembre de 2014.

## Obra simfònica
- Humoresque pour orchestre
- Animus-anima pour orchestre
- Territoires pour orchestre à cordes
- Le tombeau de Philippe d'Orléans pour 12 cordes
- Valse d'hiver pour orchestre
- Concerto pour piano et orchestre
- Diamètres pour orgue, orchestre à cordes et piano
- Sérénade à la quinte pour violon, violoncelle et orchestre
- Ballade pour vibraphone et orchestre
- Lamento mémoire pour alto et orchestre
- Carmenmania, ballet pour orchestre
- L'homme du large, essai symphonique pour orchestre
- Intolérance, suite symphonique pour orchestre
- Pierrot le fou, 4 pièces pour 2 flûtes, clarinette, piano et orchestre à cordes
- Week-end, Suite pour 2 clarinettes, clarinettes basse, harpe et orchestre à cordes
- Symphonie Death watch pour voix, guitare, orchestre à cordes, piano et timbales
- Antoine Doinel, Suite symphonique pour orchestre
- Variations sur l'opus XIX n. 6 de Schönberg pour piano
- 2 Sonate pour violon et piano
- Impromptu pour piano
- Fantaisie pour orgue
- Quatuor à cordes; Méditerranée pour flute, violoncelle et piano
- Silence de la nuit pour clarinette et piano
- Madrigal à quatre pour quatuor à cordes
- Hommage à Mingus pour 5 saxophones
- Horace pacifié pour quatuor avec piano
- Petite suite de Noël pour piano
- Ouverture à la française pour piano
- L'impossible chanson des matelots pour voix et quatuor à cordes
- Les cinq si pour flûte, hautbois, clarinette, cor et basson
- Pénélope, prélude pour piano; Sainte Elizabeth pour flute et piano
- Saint Georges aux Balkans pour violon
- Fantaisie à David pour guitare
- O my Lord pour 3 flûtes
- Prélude et fugue pour trompette et orgue
- Dialogue des anges pour 4 tubas
- Cahier pour clavecin
- Sonate pour violoncelle et piano
- Divertissement à la bulgare pour clarinette et marimba
- Sonate pour 3 vibraphones glockenspiel, xylophone et 2 marimbas
- Contrebasse oblige pour contrebasse violon et piano
- 24 Images de mon cinéma pour voix et 7 instruments
- Hans hartung pour flûte, violoncelle, percussion, piano et harmonium
- Vira cocha pour flûte, clarinette, mandoline et violoncelle
- Liberté de la nuit pour quintette avec clarinette
- Madame Sourdis pour quintette avec clarinette
- Les tangos de l'acrobate pour bandonéon, piano, orchestre à cordes et contrebasse

## Filmografia parcial

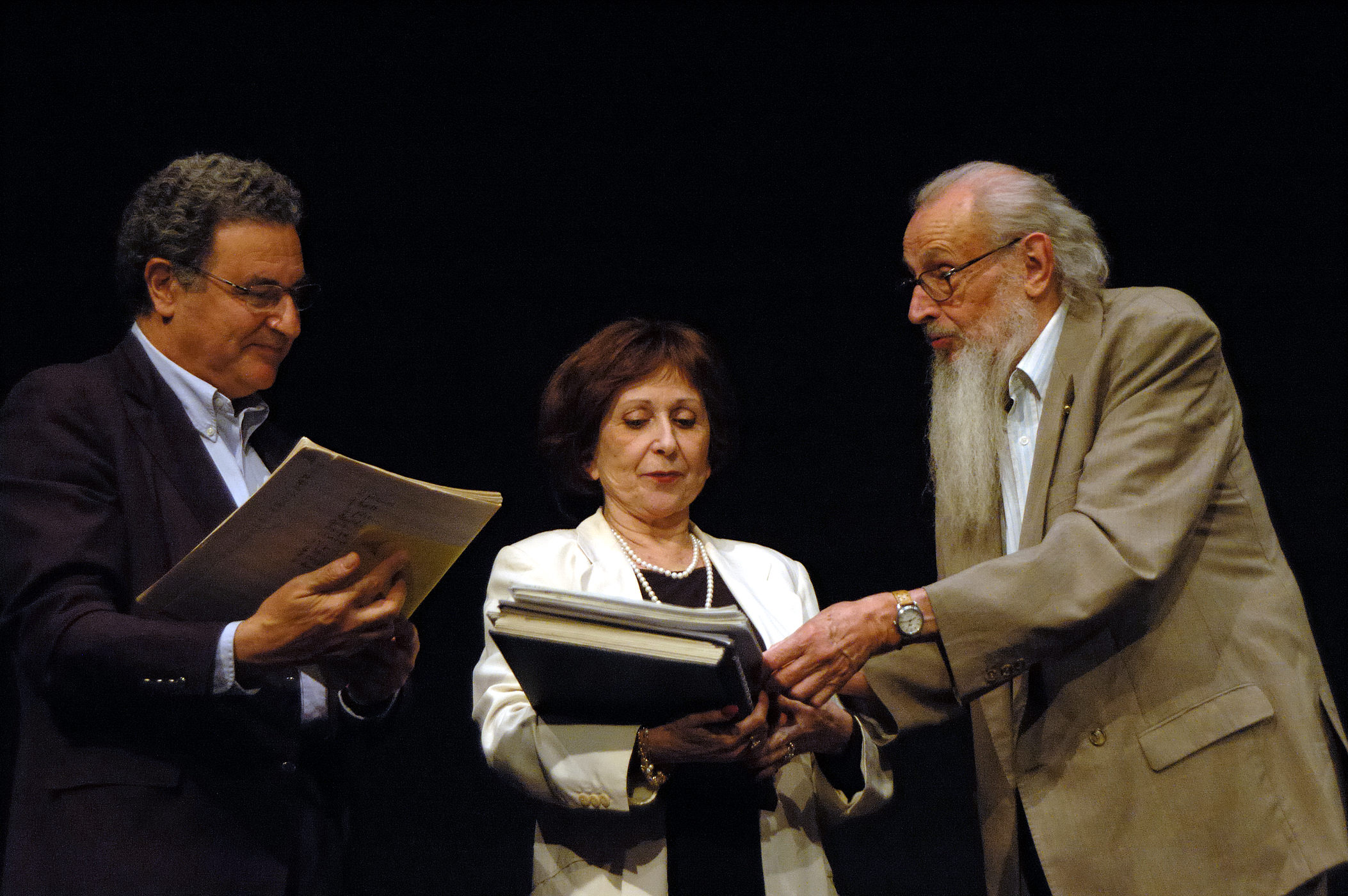
La Cinémathèque française rep les partitures de mans d'Antoine Duhamel el 4 de juny de 2008

- 1962: Ballade en Camargue, de Philippe Condroyer (curtmetratge)
- 1963: Méditerranée, de Jean-Daniel Pollet
- 1963: Le Chevalier de la Maison-rouge, de Claude Barma (sèrie TV)
- 1964: Le Voleur du Tibidabo, de Maurice Ronet
- 1964: Tintin et les oranges bleues, de Philippe Condroyer
- 1964: Évariste Galois, de Alexandre Astruc (curtmetratge)
- 1964: Le Grain de sable, de Pierre Kast
- 1965: Belphégor ou le Fantôme du Louvre, de Claude Barma (serie TV)
- 1965: Pierrot el boig, de Jean-Luc Godard
- 1966: La Longue Marche, d'Alexandre Astruc
- 1966: Cinq gars pour Singapour, de Bernard Toublanc-Michel
- 1966: Roger La Honte (Trappola per l'assassino), de Riccardo Freda
- 1966: Made in USA, de Jean-Luc Godard
- 1967: Le Marin de Gibraltar, de Tony Richardson
- 1967: Red and Blue, de Tony Richardson
- 1967: Casse-tête chinois pour le judoka, de Maurice Labro
- 1968: Weekend, de Jean-Luc Godard
- 1968: Baisers volés, de François Truffaut
- 1969: Le Corps de Diane, de Jean-Louis Richard
- 1969: La sirena del Mississippí, de François Truffaut
- 1970: Les Derniers Hivers, curtmetratge de Jean-Charles Tacchella
- 1970: M comme Mathieu, de Jean-François Adam
- 1970: Domicile conjugal, de François Truffaut
- 1970: L'Enfant sauvage, de François Truffaut
- 1972: Le Fusil à lunette, de Jean Chapot (curtmetratge)
- 1974: Un condé, d'Yves Boisset
- 1974: Si j'te cherche... j'me trouve, de Roger Diamantis
- 1974: Que la fête commence, de Bertrand Tavernier
- 1976: L'acrobate, de Jean-Daniel Pollet
- 1976: La Question, de Laurent Heynemann
- 1978: La Tortue sur le dos, de Luc Béraud
- 1979: Mais ou et donc Ornicar, de Bertrand van Effenterre
- 1979: Le Mors aux dents, de Laurent Heynemann
- 1979: Retour à la bien-aimée, de Jean-François Adam
- 1979: La Mort en direct, de Bertrand Tavernier
- 1986: Au Père Lachaise, curtmetratge de Jean-Daniel Pollet i Pierre-Marie Goulet
- 1990: El sueño del mono loco, de Fernando Trueba
- 1990: Daddy nostalgie, de Bertrand Tavernier
- 1991: L'Affût, de Yannick Bellon
- 1993: Belle Époque, de Fernando Trueba
- 1993: La Piste du télégraphe, de Liliane de Kermadec
- 1995: Dieu sait quoi, de Jean-Daniel Pollet
- 1995: Ridicule, de Patrice Leconte
- 1997: La buena vida, de David Trueba
- 1998: La niña de tus ojos, de Fernando Trueba
- 1998: Le Plus Beau Pays du monde, de Marcel Bluwal
- 2000: L'Affaire Marcorelle, de Serge Le Péron
- 2000: Ceux d'en face, de Jean-Daniel Pollet
- 2000: Les Destinées sentimentales, d'Olivier Assayas (partitura no utilitzada)
- 2002: Laissez-passer, de Bertrand Tavernier
- 2003: Depuis qu'Otar est parti, de Julie Bertuccelli
- 2004: El embrujo de Shanghai, de Fernando Trueba
- 2006: Jour après jour
- 2006: Monsieur Max, de Gabriel Aghion (TV)
- 2007: L'Affaire Ben Barka, de Jean-Pierre Sinapi (TV)